# 莱布勒勒
莱布勒勒（法語：Les Breuleux，法語發音：[le bʁœlø]）是瑞士汝拉州的一个市镇，位於該國西北部，面積10.81平方公里，海拔高度1,038米，2011年人口1,415，七成半人口信奉羅馬天主教，人口密度每平方公里131人。